# 薛氏盾蝸牛
薛氏盾蝸牛（学名：Aegista shermani）为扁蝸牛科盾蝸牛屬下的一个种。該物種主要分佈於臺灣南部、東部、東北部的新北市福隆，宜蘭縣南方澳，高雄市，屏東縣滿州、墾丁、恆春半島地區、鵝鑾鼻、南岬、小琉球，花蓮縣太魯閣砂卡噹、大同大禮步道、鯉魚潭、安通、壽豐、富源，臺東縣綠島、蘭嶼、利稻等地區。